# Pawłowo (miasto w Rosji)
Pawłowo (ros. Павлово) – miasto w Rosji, w obwodzie niżnonowogrodzkim, nad Oką.
W mieście rozwinął się przemysł metalowy, samochodowy oraz spożywczy.

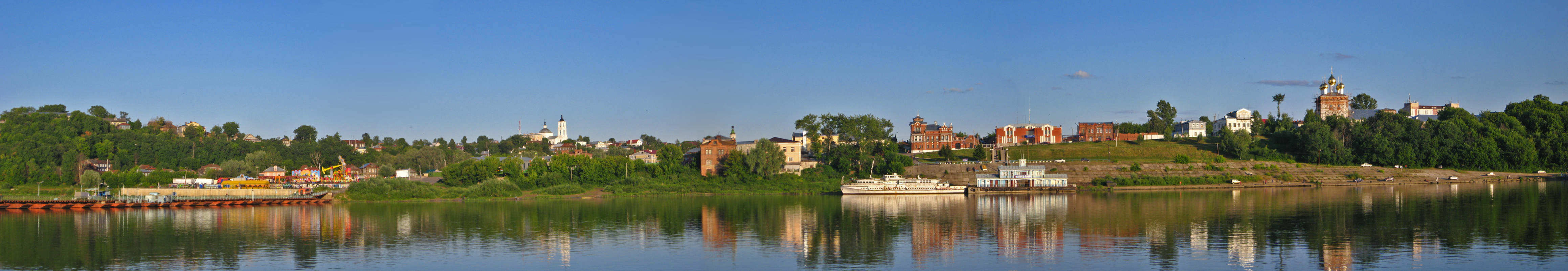
Panorama centralnego nadbrzeża miasta

## Demografia
- 2005 – 63 000[2]
- 2021 – 56 129[1]